# Cossyra
Il Cossyra è un traghetto appartenente alla compagnia di navigazione italiana Caronte & Tourist Isole Minori ed in servizio per Siremar

## Caratteristiche
Primo di una serie di quattro unità gemelle costruite dai Cantieri Navali del Tirreno Riuniti di Palermo, dispone di servizi essenziali in virtù dei servizi locali coperti: bar, ristorante self service, sala poltrone e solarium sul ponte esterno. Le sistemazioni passeggeri prevedono 18 cabine quadruple con servizi privati. Gli ambienti interni sono inoltre dotati di impianto di aria condizionata e sono regolarmente accessibili agli utenti con ridotta capacità motoria. La capacità di trasporto è pari a 470 passeggeri e 106 automobili.
La propulsione è affidata ad una coppia di motori GMT da 18 cilindri in grado di erogare una potenza complessiva di 5.560 kW; la velocità massima raggiungibile è pari a 18 nodi.

## Servizio
Varato il 31 marzo 1979 nei Cantieri Navali Riuniti del Tirreno di Palermo con il nome di Piero della Francesca e consegnato il 18 aprile 1980 alla Siremar insieme al gemello Pietro Novelli, prende servizio nello stesso mese nei collegamenti tra Milazzo, le Isole Eolie e Napoli in sostituzione del Lipari.
Negli anni, viene saltuariamente impiegato nei collegamenti tra Porto Empedocle, Linosa e Lampedusa e sulla Trapani-Pantelleria.
Nel 2005, con l'ingresso in flotta del Laurana, viene disarmato a Palermo e messo in vendita.
Nel 2007 viene acquistato dalla Traghetti delle Isole e, dopo esser stato sottoposto ad intensi lavori di ristrutturazione, viene ribattezzato Cossyra ed inserito nei collegamenti tra Trapani e Pantelleria.
A metà 2016 viene trasferito sulla Porto Empedocle-Linosa-Lampedusa in sostituzione del Lampedusa.
Nel 2019, con l'acquisto della Traghetti delle Isole da parte del gruppo Caronte & Tourist, passa al  nuovo armatore insieme al Lampedusa, continuando tuttavia a navigare in livrea Traghetti delle Isole.
Nel 2024, dopo aver effettuato le riparazioni in cantiere in seguito all'incendio, viene ridipinto con la livrea di Caronte & Tourist Isole Minori. Il 3 maggio 2024 torna in servizio tra Porto Empedocle e Lampedusa. 
A fine settembre 2024 viene sostituito sui collegamenti per Isole Pelagie dal nuovo arrivato Las Palmas ed il 28 Settembre viene quindi trasferito sulla Trapani-Pantelleria, dove opera tutt'oggi.

## Incidenti
Il 13 maggio 2014, mentre il traghetto si trovava nel bacino di carenaggio della società Adorno a Palermo per le operazioni di rifacimento del vano motore, è scoppiato un incendio a bordo, causato dall'utilizzo di una saldatrice in una zona con una elevata concentrazione di gas. L'incendio ha portato alla morte di Alessandro Di Trapani, che aveva riportato ustioni di terzo grado sul 75% del corpo.
La sera del 29 settembre 2023 è scoppiato un incendio nella sala macchine del traghetto, che è stato in seguito condotto a rimorchio fino al porto di Augusta. Le fiamme sono state immediatamente domate mentre i 175 passeggeri a bordo sono stati evacuati senza gravi conseguenze. Nei giorni successivi è stato condotto a rimorchio presso i cantieri navali di Palermo.

## Navi gemelle
- Pietro Novelli
- Marmorica
- Oglasa